# Астинома
Астинома (др.-греч. Αστυνόμη) — имя нескольких персонажей греческой мифологии:
- дочь аргивянина Талая, жена Гиппоноя, мать Капанея[1][2];
- мать Афродиты и Крона согласно «Пасхальной хронике» (их отцом был Афрей)[3];
- дочь Амфиона и Ниобы[4][5];
- по данным античных грамматиков, Астиномой звали дочь Хриса, которая у Гомера упоминается как Хрисеида[6].